# Wesley Chapel (Florida)
Wesley Chapel es un lugar designado por el censo ubicado en condado de Pasco en el estado estadounidense de Florida. En el Censo de 2010 tenía una población de 44.092 habitantes y una densidad poblacional de 386,37 personas por km².

## Geografía
Wesley Chapel se encuentra ubicado en las coordenadas 28°12′16″N 82°19′36″O / 28.20444, -82.32667. Según la Oficina del Censo de los Estados Unidos, Wesley Chapel tiene una superficie total de 114.12 km², de la cual 113.7 km² corresponden a tierra firme y (0.37%) 0.42 km² es agua.

## Demografía
Según el censo de 2010, había 44.092 personas residiendo en Wesley Chapel. La densidad de población era de 386,37 hab./km². De los 44.092 habitantes, Wesley Chapel estaba compuesto por el 74.97% blancos, el 11.39% eran afroamericanos, el 0.25% eran amerindios, el 5.72% eran asiáticos, el 0.11% eran isleños del Pacífico, el 3.97% eran de otras razas y el 3.57% pertenecían a dos o más razas. Del total de la población el 20.12% eran hispanos o latinos de cualquier raza.